# Ariobarzanes 2. af Kappadokien
Ariobarzanes 2. Filopator (? – ca. 51 f.Kr.) var konge af Kappadokien ca. 63 f.Kr. til ca. 51 f.Kr.
Ariobarzanes 2. var søn af Ariobarzanes 1. Filorhomaios. Da faderen abdicerede i ca. 63 f.Kr. efterfulgte Ariobarzanes 2. ham som konge af Kappadokien. Han var gift med prinsesse Athenais, datter af kong Mithridates 6. af Pontos, hans tidligere så mægtige nabo mod nord.
Ariobarzanes 2. var ikke nogen dygtig hersker og han havde endda brug for romersk hjælp til at bekæmpe sine fjender i 57 f.Kr. Han blev i sidste ende snigmyrdet af proparthiske krafter i landet. Han blev efterfulgt af sin ældste søn Ariobarzanes 3. Eusebes Filorhomaios og senere kom også den yngre søn Ariarathes 10. Eusebes Filadelfos til magten i kongeriget efter den ældste søns død.